# Tejon Pass

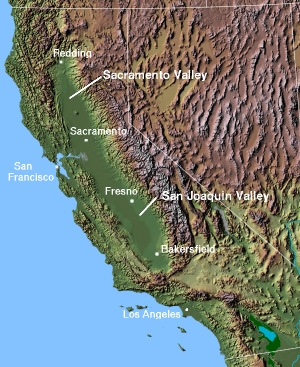
Der Tejon Pass verbindet das Central Valley im Norden mit dem Ballungsraum Los Angeles im Süden

Der Tejon Pass [teɪˈhoʊn] ist ein 1.263 Meter über dem Meeresspiegel hoher Gebirgspass im südlichen Kalifornien. Er befindet sich in den Transverse Ranges etwa zwischen dem Südwestende der Tehachapi Mountains, dem Ostrand der San Emigdio Mountains und dem Westrand der Sierra Pelona-Portal Ridge. Die über den Pass führende Interstate 5 verbindet das Central Valley mit dem jenseits der drei Gebirgszüge und entlang der Pazifik-Küste liegenden Ballungsraum Los Angeles und liegt etwa 100 Kilometer nordwestlich der Downtown dieser Stadt.
8 Kilometer nördlich des Passes befand sich früher das Fort Tejon, das 1854 gebaut wurde und Siedler vor Indianerübergriffen schützen sollte. Der alten Passroute folgt heute die kurvenärmere Interstate 5. Der Pass ist auch Namensgeber für ein schweres Erdbeben, das sich am 9. Januar 1857 entlang der San-Andreas-Verwerfung ereignete; es wird als Fort-Tejon-Erdbeben 1857 bezeichnet. Das Epizentrum des Bebens befand sich allerdings nicht am Tejon-Pass, sondern in der Nähe der heutigen Stadt Parkfield. Im damals dünn besiedelten Kalifornien kamen jedoch die einzig verlässlichen Berichte aus Fort Tejon.